# Liste von Mühlen am Schwarzwasser (Mulde)
Die Liste von Mühlen am Schwarzwasser (Mulde) gibt eine Übersicht über historische Wassermühlen am Schwarzwasser, einem Nebenfluss der Zwickauer Mulde, und seinen Zuflüssen Große Mittweida, Pöhlwasser, Schwarzbach und  Oswaldbach im Erzgebirge unabhängig davon, ob sie noch existieren oder bereits verfallen und abgerissen sind. Es wurden etwa 80 Mühlenstandorte erfasst. Viele Mühlen existieren nicht mehr, einige sind umgebaut und dienen anderen Zwecken.
Bei Mühlen, die unter Denkmalschutz stehen, kann über die ID-Nummer der jeweilige Denkmaltext aus der sächsischen Denkmalliste aufgerufen werden. Die historische Bedeutung der Mühlen als Einzeldenkmale ergibt sich aus dem Denkmaltext des Landesamts für Denkmalpflege Sachsen.

## Legende
- Bild: zeigt ein Bild der Mühle und gegebenenfalls zusätzlich einen Link zu weiteren Fotos im Medienarchiv Wikimedia Commons.
- Bezeichnung: Name der Mühle und gegebenenfalls Bauwerksname des Kulturdenkmals
- Lage: Ortsteil bzw. Gemarkung sowie Straßenname und Hausnummer. Der Link Karte führt zur Kartendarstellung.
- Datierung: gibt das Jahr der Fertigstellung oder den Zeitraum der Errichtung an.
- Beschreibung: Angabe baulicher und geschichtlicher Einzelheiten, von Denkmaleigenschaften sowie ehemaligen Besitzern oder Bewohnern der Mühle
- ID: Falls die Mühle ein Kulturdenkmal ist, ist hier die ID-Nr. des Landesamts für Denkmalpflege Sachsen angegeben. Ein ggf. vorhandenes Icon  führt zu den Angaben bei Wikidata.

## Liste von Mühlen am Schwarzwasser
Die Liste der ehemaligen Mühlen ist entsprechend der örtlichen Lage am Flusslauf von der Quelle zur Mündung gegliedert.
| Bild                                    | Bezeichnung                                               | Lage                                                     | Datierung          | Beschreibung | ID       |
| --------------------------------------- | --------------------------------------------------------- | -------------------------------------------------------- | ------------------ | --- | -------- |
| Direkt Bild zu diesem Denkmal hochladen | Neumühle Gottesgab                                        | Boží Dar (Karte)                                         |                    | ehem. Neumühle Gottesgab (Nový mlýn Boží Dar) am Schwarzwasser (Černá) bzw. Božidarský potok |          |
| Direkt Bild zu diesem Denkmal hochladen | Seifner Mühle                                             | Ryžovna (Seifen) 37 (Karte)                              |                    | ehem. Seifener Mühle (Sejfský mlýn) am Schwarzwasser (Černá), Getreidemühle, später Papierfabrik und Mühle zur Herstellung von Farben, nach 1945 abgerissen. |          |
| Direkt Bild zu diesem Denkmal hochladen | Blaufarbenwerk Zwittermühl                                | Háje (Zwittermühl) (Karte)                               |                    | ehem. Mühle, später Blaufarbenwerk Zwittermühl |          |
| Weitere Bilder                          | Blaufarbenwerk Jungenhengst                               | Luhy (Jungenhengst) (Karte)                              |                    | urspr. Getreidemühle, später Farbmühle oder Kobaltmühle Jungenhengst (Kobaltový mlýn) am Schwarzwasser (Černá) |          |
|                                         | Mühle Jungenhengst                                        | Luhy 15 (Karte)                                          | 19. Jh.            | ehem. Mühle Breitenbach (Mlýn v Luzích Potůčky) am Schwarzwasser (Černá), um 1910 abgerissen und die Villa Schmidt errichtet |          |
|                                         | Mühle Breitenbach                                         | Potůčky 120 (Breitenbach) (Karte)                        |                    | ehem. Mühle Breitenbach am Schwarzwasser (Černá), später Papierfabrik und Möbelfabrik |          |
| Direkt Bild zu diesem Denkmal hochladen | Stadtmühle Platten                                        | Horní Blatná, Hamerská (Bergstadt Platten) (Karte)       |                    | ehem. Stadtmühle der Bergstadt Platten (Obecní mlýn Horní Blatná) am Breitenbach (Blatenský potok), nach 1945 abgerissen (wüst), genaue Lage unklar |          |
| Direkt Bild zu diesem Denkmal hochladen | Oberes Blaufarbenwerk (Breitenbach)                       | Potůčky (Karte)                                          |                    | ehem. Mühle, Oberes Blaufarbenwerk Breitenbach am Breitenbach (Blatenský potok), nach 1945 abgerissen (wüst), genaue Lage unklar |          |
| Direkt Bild zu diesem Denkmal hochladen | Mittleres Blaufarbenwerk (Breitenbach)                    | Potůčky (Karte)                                          |                    | ehem. Mühle, Mittleres Blaufarbenwerk Breitenbach am Breitenbach (Blatenský potok), nach 1945 abgerissen (wüst), genaue Lage unklar |          |
| Direkt Bild zu diesem Denkmal hochladen | Unteres Blaufarbenwerk (Breitenbach)                      | Potůčky (Karte)                                          |                    | ehem. Mühle, Unteres Blaufarbenwerk Breitenbach am Breitenbach (Blatenský potok), nach 1945 abgerissen (wüst), genaue Lage unklar |          |
| Direkt Bild zu diesem Denkmal hochladen | Farbmühle Pechöfen                                        | Smolné Pece (Pechöfen) (Karte)                           |                    | ehem. Farbmühle Pechöfen am Pechöfener Bach (Smolný potok), nach 1945 abgerissen (wüst), genaue Lage unklar |          |
| Direkt Bild zu diesem Denkmal hochladen | Claus-Mühle oder Hammermühle Breitenbach                  | Potůčky (Karte)                                          |                    | ehem. Claus-Mühle am Plattener Bach (Blatenský potok), Anfang der 1960er Jahre abgerissen, heute befindet sich hier eine Tankstelle |          |
| Weitere Bilder                          | Farbmühle Unterjugel                                      | Johanngeorgenstadt, Jugelstraße 16 (Karte)               | 2. Hälfte 16. Jh.  | ehem. Farbmühle Johanngeorgenstadt am Schwefelbach; Mühle, später Gaststätte, im Kern Gebäude aus dem 16. Jh., als einstige Farbmühle baugeschichtlich und ortsgeschichtlich von Bedeutung. | 09229841 |
|                                         | Wittigmühle Unterjugel                                    | Johanngeorgenstadt, Jugelstraße 5 (Karte)                | 1811               | ehem. Wittigmühle Johanngeorgenstadt am Schwefelbach; Mühle; regionaltypischer Bau mit verbrettertem Fachwerkobergeschoss, ortsgeschichtliche und baugeschichtliche Bedeutung. | 09229840 |
| Weitere Bilder                          | Malzmühle; Obere Stadt- oder Ratsmühle Johanngeorgenstadt | Johanngeorgenstadt, Jugelstraße 8 (Karte)                | 1. Hälfte 19. Jh.  | ehem. Malzmühle, Obere Stadt- oder Ratsmühle Johanngeorgenstadt am Pechöferbach; Mühle; typisches erzgebirgisches Mühlengebäude mit Fachwerkobergeschoss, baugeschichtlich, ortsgeschichtlich und ortsbildprägend von Bedeutung. | 09229838 |
| Direkt Bild zu diesem Denkmal hochladen | Hammerherrenhof Wittigsthal                               | Johanngeorgenstadt, Wittigsthalstraße 16 (Karte)         | 1836               | ehem. Hammermühle Wittigsthal; Hammerherrenhaus; architektonisch bedeutende Anlage (reduziert), bedeutend für die Ortsgeschichte und die Geschichte der erzgebirgischen Montanindustrie. | 09229832 |
| Weitere Bilder                          | Hammermühle Wittigsthal; Eisenwerk Wittigsthal            | Johanngeorgenstadt, Pachthausstraße (Karte)              |                    | ehem. Hammermühle Wittigsthal, später Hammerwerk, jetzt Eisenwerk Wittigsthal |          |
| Direkt Bild zu diesem Denkmal hochladen | Finkmühle Johanngeorgenstadt                              | Johanngeorgenstadt, Schwarzenberger Straße (Karte)       |                    | ehem. Finkmühle Johanngeorgenstadt, genaue Lage unklar |          |
|                                         | Felshaus Johanngeorgenstadt                               | Johanngeorgenstadt, Schwarzenberger Straße 32 (Karte)    | 1872               | urspr. eine Brettmühle, später Gerberei Johanngeorgenstadt; Wohnhaus in offener Bebauung, ehemals Gerberei, als typisches erzgebirgisches Fachwerkgebäude mit verbrettertem Obergeschoss, baugeschichtlich bedeutend und als wohl ältestes Haus von Johanngeorgenstadt (zumindest im Kern) auch hausgeschichtliche und ortsgeschichtliche Bedeutung. | 09229868 |
| Direkt Bild zu diesem Denkmal hochladen | Mühle Johanngeorgenstadt                                  | Johanngeorgenstadt, Schwarzenberger Straße 36-38 (Karte) |                    | ehem. Mühle Johanngeorgenstadt |          |
|                                         | Haberlandmühle Johanngeorgenstadt                         | Johanngeorgenstadt, Schwarzenberger Straße 40 (Karte)    |                    | ehem. Haberlandmühle Johanngeorgenstadt |          |
|                                         | Holzschleiferei; Wasserkraftwerk Albertsthal              | Erlabrunn, Albertsthal 1; 2 (Karte)                      | um 1900            | ehem. Schleifmühle, später Wasserkraftwerk Albertsthal. Ehemalige Holzschleiferei mit Wasserkraftanlage (Nr. 1, über T-förmigem Grundriss, später Elektrizitätswerk) sowie Wohnhaus (Nr. 2) mit angebautem Nebengebäude und Einfriedung; landschaftsprägender Baukomplex, Wohnhaus Fachwerkbau mit Anklängen an den Schweizerstil, Industriegebäude Bruchsteinbau, von baugeschichtlicher und regionalgeschichtlicher Bedeutung. | 09201764 |
| Direkt Bild zu diesem Denkmal hochladen | Mühle Georgenthal                                         | Carolathal, Georgenthal 2a (Karte)                       |                    | ehem. Mühle Georgenthal, später Sachse & Müller. Lederpappenfabrik Carolathal |          |
| Weitere Bilder                          | Kellerschleiferei Erlabrunn                               | Erlabrunn, steinbachweg 2 (Karte)                        |                    | ehem. Holzschleiferei, Kellerschleiferei Erlabrunn im Steinbachtal, ab 1932 Metallwarenfabrik Max Heinrich GmbH |          |
| Direkt Bild zu diesem Denkmal hochladen | Baumühle Breitenbrunn                                     | Breitenbrunn/Erzgeb., Hauptstraße 4 (Karte)              |                    | ehem. Baumühle Breitenbrunn |          |
| Direkt Bild zu diesem Denkmal hochladen | Mühle Breitenbrunn                                        | Breitenbrunn/Erzgeb., Hauptstraße 51-53 (Karte)          |                    | ehem. Mühle in Breitenbrunn am Großen Ortsbach |          |
| Direkt Bild zu diesem Denkmal hochladen | Mühle Breitenbrunn                                        | Breitenbrunn/Erzgeb., Hauptstraße 47 (Karte)             |                    | ehem. Mühle in Breitenbrunn am Großen Ortsbach |          |
|                                         | Hammergut Breitenhof; Hammermühle Breitenbrunn            | Breitenbrunn/Erzgeb., Schachtstraße (Karte)              |                    | ehem. Hammergut Breitenhof in Breitenbrunn, genaue Lage unklar (siehe auch Schichtmeisterhaus in Breitenbrunn, Schachtstraße 124, ID-Nr. 09299469) |          |
| Weitere Bilder                          | Antonshütte; Papierfabrik F. E. Weidenmüller Antonsthal   | Antonsthal, Jägerhäuser Straße 1 (Karte)                 | 1831               | urspr. eine Silberschmelzhütte, danach Papiermühle mit Wassergraben der Antonshütte (ID-Nr. 09299500); Ehemaliges Huthaus einer Schmelzhütte, später als Wohnhaus des Papierfabrikanten Teil einer Papierfabrik; repräsentativer Putzbau mit Mansarddach und markantem Dachreiter, Anklänge an den Stil der Neogotik, auf dem Gelände einer Silberschmelzhütte, später Papierfabrik F. E. Weidenmüller, baugeschichtlich, ortsgeschichtlich und technikgeschichtlich von Bedeutung. | 09299488 |
| Weitere Bilder                          | Pochwerk Antonsthal; Silberwäsche Unverhofft Glück        | Antonsthal, Jägerhäuser Straße 17 (Karte)                | 1828               | ehem. Pochmühle Antonsthal, später Silberwäsche Unverhofft Glück Antonsthal; ehemaliges Erzpochwerk und Erzwäsche, heute Museum und Gaststätte; früher Industriebau von ortshistorischer und technikgeschichtlicher Bedeutung. | 09299492 |
| Direkt Bild zu diesem Denkmal hochladen | Hansenmühle Bermsgrün                                     | Bermsgrün, Hansenmühle 20 (Karte)                        |                    | ehem. Hansenmühle Bermsgrün |          |
| Weitere Bilder                          | Hammerherrenhof Erla                                      | Erla, Karlsbader Straße 85; 87 (Karte)                   | 17./18. Jh.        | ehem. Hammermühle Erla, jetzt Museum; Sachgesamtheit Hammerherrenhof Erla mit folgenden Einzeldenkmalen: Hammerherrenhaus (Nr. 87), drei Seitengebäude (Nr. 85) und Gutspark (Gartendenkmal) sowie südwestlicher Verbinderbau, Wirtschaftshof mit Hofpflaster und Einfriedungsmauer als Sachgesamtheitsteile; stattlicher Vierseithof mit markanten Fachwerkbauten in sehr gutem Originalzustand von großem baugeschichtlichem Wert, seit 2019 zugehörig zur Kernzone des UNESCO-Welterbes »Montanregion Erzgebirge/Krušnohoři«. | 09305954 |
| Weitere Bilder                          | Eisenwerk Erla                                            | Erla, Karlsbader Straße (Karte)                          | um 1900            | ehem. Hammerwerk Erla; später Nestler & Breitfeld Eisenhüttenwerk Erla |          |
| Direkt Bild zu diesem Denkmal hochladen | Hammermühle; Kugelhammer; Drahthammer Schwarzenberg       | Schwarzenberg/Erzgeb., Obergasse 15; 17 (Karte)          | 1776               | ehem. Hammermühle; Hammerwerksgebäude in halboffener Bebauung; breit gelagerter, zweigeschossiger Bau mit erhöhtem Mittelteil und Steildächern, winkliger Grundriss (zwei Gebäudeteile), bemerkenswert die noch erkennbaren spätbarocken Portale, in seiner heutigen Form weitgehend von 1776, ortsgeschichtlich, baugeschichtlich und industriegeschichtlich bedeutsam. | 09201685 |
| Weitere Bilder                          | Alte Amtsmühle; Herrenmühle Schwarzenberg                 | Schwarzenberg/Erzgeb., Karlsbader Straße 38 (Karte)      | 1714               | ehem. Getreidemühle in Schwarzenberg, 2019/20 abgerissen; Mühlengebäude mit technischer Ausstattung; historischer Mühlenstandort, mehrfach umgebaut, baugeschichtlich, ortsgeschichtlich und technikgeschichtlich von Bedeutung. | 09201683 |
|                                         | Hammermühle Schwarzenberg                                 | Schwarzenberg/Erzgeb., Hammerweg (Karte)                 |                    | ehem. Hammermühle Schwarzenberg, Schneidemühle, genaue Lage unklar |          |
| Direkt Bild zu diesem Denkmal hochladen | Spinnmühle Schwarzenberg                                  | Schwarzenberg/Erzgeb., Karlsbader Straße 2 (Karte)       | 1845               | ehem. Spinnmühle Schwarzenberg, später Spinnerei und Glasfabrik; Fabrikgebäude einer ehemaligen Kammgarnspinnerei; davor wohl Glasfabrik, markanter viergeschossiger Rechteckbau mit Walmdach, belebt durch Glocken- bzw. Uhrturm sowie lange, schmale Dachhechte, mit seiner für das Erzgebirge typischen Bauweise baugeschichtlich bedeutsam, zudem ortsgeschichtlich und sozialgeschichtlich von Wert sowie wichtig für Ortsbild. | 09201750 |
| Direkt Bild zu diesem Denkmal hochladen | Rote Mühle Schwarzenberg                                  | Schwarzenberg/Erzgeb., Roter Mühlenweg 31 (Karte)        |                    | ehem. Rote Mühle Schwarzenberg |          |
| Direkt Bild zu diesem Denkmal hochladen | Hammermühle Neuwelt; Hammerwerk                           | Schwarzenberg/Erzgeb., Hammerstraße (Karte)              |                    | ehem. Hammermühle, Hammerwerk Neuwelt (siehe auch Hammergut Neuwelt, Wohnhaus, Fachwerk, Hammerstraße 1, ID-Nr. 09201576) |          |
| Direkt Bild zu diesem Denkmal hochladen | Freitag-Mühle Lauter                                      | Lauter, Bahnhofstraße 8 (Karte)                          |                    | ehem. Freitag-Mühle Lauter, genaue Lage unklar |          |
| Direkt Bild zu diesem Denkmal hochladen | Brettmühle Oberpfannenstiel                               | Bernsbach, Am Brethaus (Karte)                           |                    | ehem. Brettmühle Oberpfannenstiel |          |
| Direkt Bild zu diesem Denkmal hochladen | Mühle Bernsbach                                           | Bernsbach, Mühlweg 2 (Karte)                             | wohl 18. Jh.       | ehem. Mühle Bernsbach am Mühlbach; Mühlenwohnhaus und Hofbaum; Obergeschoss Fachwerk verschiefert, klassizistischer Türstock, eines der stattlichsten und wohl ältesten Gebäude des Dorfes, bauhistorisch und ortsgeschichtlich von Bedeutung. | 09238559 |
| Direkt Bild zu diesem Denkmal hochladen | Wasserkraftwerk Hakenkrümme                               | Aue, An der Hakenkrümme 1 (Karte)                        | 1924-1925          | Wasserkraftwerk Hakenkrümme Aue; Wasserkraftwerk mit Turbinenhalle einschließlich technischer Ausstattung, darunter zwei Turbinensätze mit Generatoren sowie Schaltwarte, weiterhin verrohrte Wasserzuleitung, Wasserschloss mit Überlauf, Wasserstollen und Düker; zugehöriges Wehr mit Einlaufbauwerk und anschließendem Wasserstolln mit Wasserschloss in der Gemeinde Lauter-Bernsbach, bedeutendes Zeugnis für die Elektrizitätsversorgung Aues, Ensemble in gutem Originalzustand, als erster staatlicher Wasserkraftwerksbau von großer industriegeschichtlicher, technikgeschichtlicher und baugeschichtlicher Bedeutung, zudem landschaftsprägend. | 08957257 |
| Weitere Bilder                          | Blaufarbenwerk Niederpfannenstiel; Nickelhütte Aue        | Aue, Niederpfannenstiel 1 (Karte)                        | 3. Drittel 19. Jh. | Hauptgebäude (ehemals Laborgebäude mit Direktorenwohnung) mit anschließendem Produktionsgebäude, Saalbau (ehemalige Schmelzerei), ehemaliges Pförtnerhaus und Gartenpavillon, Kantinengebäude (ehemals Hüttenschänke, davor Smaltemagazin), Laborgebäude, Handwerkergebäude und Maschinenhaus mit Turbine, Wehr und Werksgraben mit Schützanlagen, kleines und großes Verwaltungsgebäude sowie neuer Verwaltungsbau; von großer industriegeschichtlicher und ortsgeschichtlicher sowie baugeschichtlicher Bedeutung, zudem ortsbildprägend. | 08957252 |

## Liste von Mühlen am Pöhlwasser
Die Liste der ehemaligen Mühlen ist entsprechend der örtlichen Lage am Flusslauf von der Quelle zur Mündung gegliedert.
| Bild                                    | Bezeichnung                                            | Lage                                             | Datierung     | Beschreibung | ID                       |
| --------------------------------------- | ------------------------------------------------------ | ------------------------------------------------ | ------------- | --- | ------------------------ |
| Direkt Bild zu diesem Denkmal hochladen | Mühle Tellerhäuser                                     | Tellerhäuser, Oberwiesenthaler Straße 12 (Karte) | um 1800       | ehem. Mühle Tellerhäuser; Wohnhaus und zwei Seitengebäude eines Bauernhofes, ehemals Mühle; Wohnhaus Obergeschoss verbrettert, landschaftstypisches ländliches Ensemble, von ortsbildprägender, baugeschichtlicher und sozialgeschichtlicher Bedeutung. | 09223038                 |
| Direkt Bild zu diesem Denkmal hochladen | Wasserkraftwerk Rittersgrün                            | Rittersgrün, Karlsbader Straße 90 (Karte)        | um 1905       | Wasserkraftwerk Rittersgrün; ehemaliges Wasserkraftwerk; zeittypischer Putzbau in gutem Originalzustand, von industriegeschichtlicher und ortsgeschichtlicher Bedeutung. | 09223042                 |
| Direkt Bild zu diesem Denkmal hochladen | Böhmische Mühle                                        | Boží Dar (Karte)                                 | 1720          | ehem. Böhmische Mühle (Český mlýn) bei Rittersgrün am Komáří potok, erbaut als Kopie einer Mühle auf sächsischer Seite, nach 1945 abgerissen, das Wasserrad ist erhalten. | Wikidata-Objekt anzeigen |
| Direkt Bild zu diesem Denkmal hochladen | Brettmühle Oberrittersgrün                             | Rittersgrün, Kunnersbachstraße 1 (Karte)         |               | ehem. Brettmühle Oberrittersgrün, jetzt Sägewerk |                          |
| Direkt Bild zu diesem Denkmal hochladen | Holzschleiferei Weigel; Papiermühle Weigel Rittersgrün | Rittersgrün, Karlsbader Straße 80 (Karte)        | um 1900       | ehem. Papiermühle Weigel Rittersgrün, Sägemühle, später Pappenfabrik, jetzt Technisches Museum. Ehemalige Pappenfabrik, bestehend aus Produktionsgebäude (mit technischer Ausstattung) sowie Trockenschuppen, heute technisches Museum; original erhaltener Baukomplex mit vollständiger funktionstüchtiger technischer Ausstattung, von technikgeschichtlicher Bedeutung. | 09227476                 |
| Direkt Bild zu diesem Denkmal hochladen | Brettmühle Rittersgrün                                 | Rittersgrün, Anton-Günther-Straße 1 (Karte)      |               | ehem. Brettmühle Rittersgrün |                          |
| Direkt Bild zu diesem Denkmal hochladen | Rother Hammer Rittersgrün, Karlsbader Straße           | Rittersgrün, Karlsbader Straße (Karte)           |               | ehem. Rother Hammer Rittersgrün, abgerissen, genaue Lage unklar |                          |
| Direkt Bild zu diesem Denkmal hochladen | Mühle Rittersgrün                                      | Rittersgrün, Schäfereiweg 1 (Karte)              |               | ehem. Mühle Rittersgrün |                          |
|                                         | Arnoldshammer Rittersgrün                              | Rittersgrün, Arnoldshammer 9 (Karte)             |               | ehem. Arnoldshammer Rittersgrün |                          |
| Weitere Bilder                          | Hofmühle Rittersgrün, Arnoldshammer 4                  | Rittersgrün, Arnoldshammer 4 (Karte)             | 19. Jh.       | ehem. Hofmühle Rittersgrün; Wohnhaus, ehemals Mühle; markanter Bruchsteinbau, von baugeschichtlichem und ortsgeschichtlichem Wert. | 09227480                 |
| Weitere Bilder                          | Altes Pochwerk Oberglobenstein                         | Rittersgrün, Karlsbader Straße 6 (Karte)         |               | urspr. Lohmühle, Altes Pochwerk Oberglobenstein |                          |
| Weitere Bilder                          | Mühle, Holzwarenfabrik C. L. Flemming Globenstein      | Globenstein 5 (Karte)                            | 1906          | ehem. Mühle, Holzwarenfabrik C. L. Flemming; Fabrikgebäude einer Holzwarenfabrik, mit Fabrikschornstein; in Klinkerbauweise, ortsgeschichtliche und industriehistorische Bedeutung. | 09223054                 |
| Direkt Bild zu diesem Denkmal hochladen | Brettmühle Niederglobenstein                           | Globenstein, Pöhlaer Straße 5 (Karte)            |               | ehem. Brettmühle Niederglobenstein |                          |
| Direkt Bild zu diesem Denkmal hochladen | Mühle Niederglobenstein                                | Globenstein, Pöhlaer Straße 7 (Karte)            |               | ehem. Mühle Niederglobenstein |                          |
| Weitere Bilder                          | Siegelhof Pöhla                                        | Pöhla, Hauptstraße 55 (Karte)                    | 1908          | ehem. Mühle, Siegelhof Pöhla; Fabrik- und Verwaltungsgebäude (Hauptgebäude); markanter Putzbau von ortsgeschichtlicher und ortsbildprägender Bedeutung. | 09286942                 |
| Direkt Bild zu diesem Denkmal hochladen | Obermühle Pöhla                                        | Pöhla, Am Luchabach 6 (Karte)                    |               | ehem. Obermühle Pöhla am Luchsbach |                          |
| Direkt Bild zu diesem Denkmal hochladen | Zainhammer oder Zeilhammer Pöhla                       | Pöhla, Am Schanzengrund (Karte)                  |               | ehem. Zainhammer Pöhla, genaue Lage unklar |                          |
| Weitere Bilder                          | Eisenwerk Pfeilhammer                                  | Pöhla, Am Pfeilhammer 1a (Karte)                 | Mitte 19. Jh. | ehem. Mühle, Eisenwerk Pfeilhammer; Einzeldenkmale der Sachgesamtheit Pfeilhammer: ehemaliges Hammerwerksgebäude und ein südwestlich über Eck anschließendes Nebengebäude (siehe auch ID-Nr. 09306095); schlichte, im äußeren Erscheinungsbild leicht überformte Putzbauten von ortsgeschichtlicher und technikgeschichtlicher Bedeutung. | 09286572                 |
|                                         | Hammerwerk Pfeilhammer Pöhla                           | Pöhla, Am Pfeilhammer 1a; 3; 4; 5; 6 (Karte)     | 16.-19. Jh.   | ehem. Mühle, Hammerwerk Pfeilhammer; Sachgesamtheit Pfeilhammer mit folgenden Einzeldenkmalen: ehemaliges Hammerwerksgebäude und ein südwestlich über Eck anschließendes Nebengebäude (siehe Einzeldenkmalliste - Obj. 09286572, Am Pfeilhammer 1a), Wohnhaus (siehe Einzeldenkmalliste - Obj. 09286577, Am Pfeilhammer 3) Wohnhaus (mit Sitznischenportal), anschließendes Stallgebäude und winklige Scheune eines ehemaligen Vierseithofes (siehe Einzeldenkmalliste - Obj. 09286636, Am Pfeilhammer 4), ehemaliges Hammerherrenhaus mit südlichem Anbau sowie Einfriedungsmauer (siehe Einzeldenkmalliste - Obj. 09286637, Am Pfeilhammer 5) und Begrenzungshecke (Gartendenkmal), Am Pfeilhammer 6 (kein Einzeldenkmal); ehemaliges Hammerwerk, bemerkenswert erhaltenes Gebäude-Ensemble mit baugeschichtlicher, ortsgeschichtlicher und technikgeschichtlicher Bedeutung. | 09306095                 |
| Weitere Bilder                          | Herrenhaus Pfeilhammer Pöhla                           | Pöhla, Am Pfeilhammer 5 (Karte)                  | 1804          | ehem. Herrenhaus Pfeilhammer (Sachgesamtheit), Hammerherrenhaus; Einzeldenkmale der Sachgesamtheit Pfeilhammer: ehemaliges Hammerherrenhaus mit südlichem Anbau sowie Einfriedungsmauer (siehe auch ID-Nr. 09306095); über dem Tal aufragender schlossartiger Putzbau mit hohem Mansardwalmdach, von baugeschichtlicher und ortsgeschichtlicher Bedeutung. | 09286637                 |
| Direkt Bild zu diesem Denkmal hochladen | Mühle Raschau                                          | Raschau, Hauptstraße 113 (Karte)                 |               | ehem. Mühle Raschau |                          |

## Liste von Mühlen an der Großen Mittweida
Die Liste der ehemaligen Mühlen ist entsprechend der örtlichen Lage am Flusslauf von der Quelle zur Mündung gegliedert.
| Bild                                    | Bezeichnung                                                                 | Lage                                       | Datierung | Beschreibung | ID       |
| --------------------------------------- | --------------------------------------------------------------------------- | ------------------------------------------ | --------- | --- | -------- |
| Weitere Bilder                          | Wolfner Mühle Crottendorf                                                   | Crottendorf, Wolfner Mühle 298 (Karte)     |           | ehem. Wolfner Mühle Crottendorf, Brettmühle, später Ferienheim |          |
| Direkt Bild zu diesem Denkmal hochladen | Dittrichmühle Crottendorf                                                   | Crottendorf, Wolfner Mühle 299 (Karte)     |           | ehem. Dittrichmühle Crottendorf, Brettmühle, später Holzschleifermühle |          |
| Direkt Bild zu diesem Denkmal hochladen | Nitzschhammer Obermittweida                                                 | Obermittweida (Karte)                      |           | ehem. Nitzschhammer Obermittweida, abgerissen, im Staubereich des Unterbeckens, genaue Lage unklar |          |
| Direkt Bild zu diesem Denkmal hochladen | Pappenfabrik H. Georgi Mittweida                                            | Mittweida, Hammerstraße 17 (Karte)         | um 1900   | ehem. Mühle, später Pappenfabrik H. Georgi; Pappenfabrik mit Hauptgebäude, zwei Trockenschuppen und Dampfmaschine; Bauensemble von großer ortsgeschichtlicher und technikgeschichtlicher Bedeutung | 09299584 |
|                                         | Georgie-Mühle; Sägemühle; Spezialholzwarenfabrik August Frenzel Markersbach | Markersbach, Annaberger Straße 110 (Karte) | 1859      | ehem. Georgie-Mühle am Abrahamsbach, Sägemühle, Sägewerk und Museum für Holzverarbeitung; ehemalige Holzwarenfabrik mit Dampfmaschine, technischer Ausstattung und Sammlung von Holzverarbeitungsmaschinen sowie Schornstein; 1859 von August Frenzel errichtetes Mühlengebäude, seit 1889 Fabrik für Herstellung von hölzernen Hülsen/Spulkernen insbesondere für Textilfabriken, aber auch kleine Produktion für Volkskunst, der schlichter Putzbau mit dem ortsbildprägendem Schornstein ist von ortsgeschichtlicher Bedeutung, die Dampfmaschine (liegende Einzylindermaschine), hergestellt von der Fa. Hermann Ulbricht Chemnitz (1904), gehört zu den wenigen noch betriebsfähigen Maschinen in Sachsen, die Sammlung funktionstüchtiger und im Betrieb befindlicher Holzverarbeitungsmaschinen von Maschinenbauunternehmen aus dem Erzgebirge (u. a. Fa. Hoffmann, Aue) von Anfang des 20. Jahrhunderts ist von großer Seltenheit von herausragender technikgeschichtlicher Bedeutung. | 09299568 |
| Direkt Bild zu diesem Denkmal hochladen | Lochmühle Markersbach                                                       | Markersbach, Annaberger Straße 18 (Karte)  |           | ehem. Lochmühle Markersbach |          |
| Weitere Bilder                          | Süss-Mühle Raschau                                                          | Raschau, Mühlstraße 5; 5a (Karte)          | 1820      | ehem. Süss-Mühle Raschau; Mühlenanwesen mit mehreren Gebäudeteilen und Resten der technischen Ausstattung sowie Toreinfahrt; traditionsreiches Mühlenanwesen in Fachwerkbauweise, baugeschichtlich, ortsgeschichtlich, technikgeschichtlich und ortsbildprägend von Bedeutung. | 09267082 |
| Direkt Bild zu diesem Denkmal hochladen | Schneidemühle Raschau                                                       | Raschau, Schulstraße 116 (Karte)           |           | ehem. Schneidemühle Raschau |          |

## Liste von Mühlen am Schwarzbach und Oswaldbach
Die Liste der ehemaligen Mühlen ist entsprechend der örtlichen Lage am Flusslauf von der Quelle zur Mündung gegliedert.
| Bild                                    | Bezeichnung                                | Lage                                            | Datierung | Beschreibung | ID       |
| --------------------------------------- | ------------------------------------------ | ----------------------------------------------- | --------- | --- | -------- |
|                                         | Hammermühle Elterlein                      | Elterlein, Hammergrund 6 (Karte)                |           | ehem. Hammermühle Elterlein, später Eisenwerk Elterlein |          |
| Direkt Bild zu diesem Denkmal hochladen | Gemeindemühle Elterlein                    | Elterlein (Karte)                               |           | ehem. Gemeindemühle Elterlein am Schwarzbach, vermutlich abgerissen |          |
| Direkt Bild zu diesem Denkmal hochladen | Papiermühle Schwarzbach                    | Schwarzbach, Hauptstraße 3 (Karte)              |           | ehem. Papiermühle Schwarzbach |          |
|                                         | Mühle und Bäckerei Doering                 | Schwarzbach, Am Schwarzbach 11 (Karte)          | vor 1850  | ehem. Mühle in Schwarzbach am Schwarzbach, jetzt Bäckerei; Wohnmühlenhaus (mit Mühlentechnik), Backofen, daran angebautes Seitengebäude mit Laderampe, oberschlächtigem Wasserrad, Mühlgraben und Teich eines Mühlenanwesens; Wohnmühlenhaus zeittypischer Putzbau, ortsstrukturprägendes Anwesen, technikhistorische Bedeutung. Bei dem Gebäude handelt sich um die ehemalige Erbgerichtsmühle, die im Jahre 1531 erstmals erwähnt wurde. Das Mühlengebäude ist zweigeschossig und besitzt ein massives Erdgeschoss. Das ursprüngliche Fachwerkobergeschoss wurde nachträglich in weiten Teilen durch Massivmauerwerk ersetzt. Das Satteldach ist mit Dachziegeln aus Naturschiefer gedeckt und besitzt einen Turmaufbau. Die Mühle wurde 1932 von der Familie Döring übernommen, die bis 1968 neben dem Müllereigewerbe auch eine Bäckerei in der Mühle betrieb. Von der technischen Ausstattung haben sich neben den wasserbaulichen Anlagen mit Teich, Mühlgraben und oberschlächtigen Wasserrad im Turmaufbau auch Teile der Mahltechnik erhalten. Ebenso ist die Backstubeneinrichtung mit altdeutschem Ofen der »Fa. Gustav Schmidt & Söhne (Freiberg/Bautzen)« erhalten. Als vorindustrielle Handwerksmühle mit Bäckerei ist die Mühle von ortsgeschichtlicher und technikgeschichtlicher Bedeutung. | 08986144 |
| Direkt Bild zu diesem Denkmal hochladen | Tännichtmühle Schwarzbach, Hauptstraße 64  | Schwarzbach, Hauptstraße 64 (Karte)             |           | ehem. Tännichtmühle in Schwarzbach am Schwarzbach, gehört zur Villa Tännicht |          |
| Direkt Bild zu diesem Denkmal hochladen | Mühle; Pochwerk Gottes Geschick            | Raschau, Elterleiner Straße 52 (Karte)          | 1804/05   | ehem. Pochmühle, Pochwerk Gottes Geschick, später Gasthaus „Fröhlicher Bergmann“; ehemaliges Pochwerk (später Gasthaus, jetzt Wohnhaus); markanter Putzbau mit bergbaugeschichtlicher, ortsgeschichtlicher und straßenbildprägender Bedeutung. | 09268316 |
| Direkt Bild zu diesem Denkmal hochladen | Mühle Wildenau                             | Wildenau, Elterleiner Straße 19 (Karte)         |           | ehem. Mühle Wildenau am Schwarzbach |          |
| Direkt Bild zu diesem Denkmal hochladen | Mühle Grünhain                             | Grünhain, Auer Straße 78 (Karte)                |           | ehem. Mühle Grünhain am Fischbach |          |
| Direkt Bild zu diesem Denkmal hochladen | Klostermühle Grünhain, Zwönitzer Straße 10 | Grünhain, Zwönitzer Straße 10 (Karte)           |           | ehem. Klostermühle Grünhain am Fischbach (Klosterteich), genaue Lage unklar |          |
| Weitere Bilder                          | Niedere Mühle Grünhain                     | Grünhain, Elterleiner Straße 6 (Karte)          | 1738      | ehem. Niedere oder Untere Mühle Grünhain am Fischbach; Mühlengebäude; in alter erzgebirgischer Fachwerkbauweise errichtet (heute als Gasthaus genutzt), baugeschichtlich und ortsgeschichtlich von Bedeutung. | 09229195 |
| Direkt Bild zu diesem Denkmal hochladen | Mühle Waschleithe                          | Waschleithe, Talstraße 32 / Mühlberg 56 (Karte) |           | ehem. Mühle Waschleithe am Oswaldbach |          |
| Direkt Bild zu diesem Denkmal hochladen | Brettmühle Waschleithe, Talstraße 37       | Waschleithe, Talstraße 37 (Karte)               |           | ehem. Brettmühle Waschleithe |          |

## Ausführliche Denkmaltexte
1. ↑  
Das 1925 in Betrieb genommene Wasserkraftwerk war die erste staatliche Energieerzeugungsanlage in Sachsen und entstand in Folge des 1923 vom sächsischen Landtag beschlossenen Programms zur Beförderung sächsischer Wasserkraftnutzung. Nachdem bereits 1909 erste Überlegungen zu einer derartigen Anlage für Aue angestellt wurden, sollte das Wasserkraftwerk an der Hakenkrümme schließlich in
der Nachkriegszeit den industriellen Aufschwung durch die Bereitstellung günstigen Kraftstroms befördern.
Zugleich war der Kraftwerksbau auch als Arbeitsbeschaffungsmaßnahme angelegt. Ausführung und Betrieb erfolgten durch die AG Sächsische Werke (kurz ASW), deren alleiniger Anteilseigner der sächsische Staat war. Durch die Verkürzung der Strecke, die das Schwarzwasser an der Hakenkrümme zwischen einem flussaufwärts gelegenen Wehr und dem Kraftwerk zurücklegen musste, mittels Wasserstollen und Rohrleitungen konnte ein Gefälle von 15,2 m nutzbar gemacht werden. Die in der Turbinenhalle von zwei mit Siemens-Schuckert-Generatoren gekoppelten Francis-Zwillingsturbinen der Fa. Schichau (Baujahr 1924) erzeugte Energie wurde in das Verbundnetz des Elektrizitätswerks Obererzgebirge eingespeist.
Abgesehen von einem Wohnhaus, das während der Sanierungsarbeiten in den 2000er Jahren abgebrochen wurde, hat sich das Ensemble des Wasserkraftwerks an der Hakenkrümme bis heute fast vollständig erhalten. In der Turbinenhalle, ein massiver Putzbau im heimatverbundenen Stil mit hochrechteckigen Hallenfenstern und steilem Satteldach, ist noch ein Turbinensatz mit Generator vorhanden und in Betrieb, der zweite wurde ebenfalls während der Sanierung des Komplexes durch eine Z-Rohr-Turbine ausgetauscht. Darüber schließen sich zwei Druckleitungen mit dazwischenliegender, massiv gefasster Überlaufvorrichtung zum oberhalb gelegenen Wasserschloss an. Dieses wird über zwei Wasserstollen und den über ein weiteres Wasserschloss mit Überlaufkaskade zwischengeschalteten, das Schwarzwasser über- und die Eisenbahnstrecke Schwarzenberg–Zwickau unterquerenden Düker mit Stauwasser von einer Wehranlage im Gemeindegebiet von Lauter-Bernsbach versorgt. Das Ensemble ist aufgrund seines authentischen und weiterhin funktionstüchtigen Überlieferungszustandes von außerordentlich hoher technikgeschichtlicher Bedeutung. Als Ergebnis der staatlichen Förderung lokaler Wasserkraftwerksanlagen im Kontext eines sächsischen Verbundnetzes ist es zudem von großem Zeugniswert für die Geschichte der sächsischen Elektrizitätsversorgung sowie für die Stadtentwicklungsgeschichte.
2. ↑  
Ursprung der Nickelhütte Aue ist eine 1635 auf dem Standort eines Hammerwerks von Veit Hans Schnorr d. Ä. eingerichtete Farbmühle, das spätere Blaufarbenwerk Niederpfannenstiel. In diesem ersten sächsischen Blaufarbenwerk wurden Kobalterze aus der Region zu kobaltblauen Pigmenten verarbeitet (v. a. in Form von Smalten, fein gemahlenes und geschlämmtes Schmelzglas aus Kobaltkalisilikat in verschiedensten Blautönen) und z.B. in der Keramik-, Glas- oder Porzellanherstellung eingesetzt. Einer zwischen weiteren, nachfolgend gegründeten Blaufarbenwerken (in Jugel, Sehma, Oberschlema und Albernau) geschlossene Wirtschaftsvereinbarung, „Feste Hand“ genannt, trat das Werk in Niederpfannenstiel 1659 bei. Der „Kobaltkontrakt“ umfasste dabei Erzabnahme- und Produktionsquoten sowie die Festlegung von Preisen und gemeinsamen Verkaufslagern in Schneeberg, Leipzig und Hamburg, aus denen auch nach Übersee exportiert wurde. Mit der Erfindung des synthetisch und damit preiswerter herzustellenden Ultramarins in den 1820er Jahren war allerdings die marktbestimmende Rolle der erzgebirgischen Blaufarbenwerke gebrochen. In Niederpfannenstiel führte man daher ab 1849 systematisch die Gewinnung von Nickel (ursprünglich ein Abfallprodukt aus dem Smalteherstellungsprozess), von Kobaltoxid und anderen Buntmetallen ein (entscheidend für die Umstellung war der Einfluss von Kurt Alexander Winkler, ab 1848 als Hütteninspektor in Niederpfannenstiel tätig, und seinem Sohn Clemens Winkler, hier 1862–1873 als Hüttenmeister tätig, später Professor an der Bergakademie Freiberg). Man trug damit dem wachsenden Bedarf an Nickel Rechnung, das etwa zur Herstellung von Argentan („Neusilber“, eine 1823 von Ernst August Geitner in Auerhammer entwickelte Kupfer-Nickel-Zink-Legierung mit silberähnlichem Aussehen) von den zahlreichen, in Aue entstehenden Besteckfabriken benötigt wurde. Zudem besaß die nunmehrige Nickelhütte zusammen mit dem Oberschlemaer Blaufarbenwerk ein Monopol in der Kobaltfarbenproduktion.
Nach dem Zweiten Weltkrieg wurde das bis dahin als kriegswichtige Fabrik eingestufte und bis 1944 weiterproduzierende Hüttenwerk als VEB Nickelhütte Aue weiterbetrieben. Bis 1956 nutzte es zudem die SAG Wismut zur Aufbereitung von Wismut- und Uranerzen. Die Nickelhütte ist bis heute in ungebrochener Kontinuität in Betrieb.
Der Produktionsstandort, dessen bauliche und technische Anlagen über die Jahrhunderte hinweg immer  wieder Modernisierungen unterzogen wurden, zeigt sich heute mit einem in neuste Industrieanlagen eingebetteten Gebäudebestand aus mehreren Entwicklungsphasen der heutigen Nickelhütte. So sind aus der Zeit des Blaufarbenwerks in der ersten Hälfte des 19. Jahrhunderts das Smaltemagazin (die spätere Hüttenschänke, derzeit Kantinengebäude), die Schmelzerei (ursprünglich mit Brennöfen ausgestattet, heute als Saalbau bezeichnet) und das ehemalige Laborgebäude mit Direktorenwohnung (Beamtenwohnhaus) erhalten geblieben. Zusammen mit dem Pförtnerhäuschen und einem Gartenpavillon bilden Labor und Schmelzerei eine nördlich, außerhalb des heutigen Produktionsstandorts gelegene Gebäudegruppe.
Weitere Gebäude, wie etwa die Röstofenhütte, die Glasofenhütte, die Smaltefabrik oder etliche Arbeiterwohnhäuser direkt auf dem Werksgelände wurden mit der Zeit abgebrochen und durch neue ersetzt. So entstanden noch im 19. Jahrhundert, nach der Umstellung zur Nickelhütte, ein im Nordwesten an das alte Laborgebäude anschließendes Produktionsgebäude, ein neues Laborgebäude, ein Handwerkergebäude sowie zwei Verwaltungsgebäude wurden dem Bestand hinzugefügt. Der aus östlicher Richtung herangeführte Werkskanal wurde im Laufe der Zeit häufig überformt und neu gefasst, folgt aber weiterhin dem historischen Verlauf vom großen Überfallwehr im Schwarzwasser zum 1902 errichteten Maschinenhaus mit einer bis heute in Betrieb befindlichen Turbinenanlage. Aus der DDR-Zeit besticht im heutigen Gebäudebestand vor allem der neue Verwaltungsbau gegenüber der Zufahrtsbrücke, ein zeittypisch gestalteter Kopfbau weiterer Produktionsanlagen im hinteren Werksgelände. Die genannten historischen baulichen und technischen Anlagen sind Zeugnisse für die Entwicklungsgeschichte der einstigen Farbmühle, des ersten sächsischen Blaufarbenwerks, zur heutigen Nickelhütte Aue. Sie besitzen damit nicht nur bau- oder technikgeschichtliche Bedeutung, sondern dokumentieren zugleich einen Produktionsstandort, der für die industrielle Entwicklung von der kleinen Siedlung Niederpfannenstiel sowie von der Industriestadt Aue von enormer Bedeutung als Rohstofflieferant und Arbeitgeber war bzw. heute noch ist. Zudem ist der Standort auch von personengeschichtlicher Relevanz, waren doch Kurt und Clemens Winkler eng mit der Umbildung des Blaufarbenwerks zum Hüttenwerk verbunden.

## Landkarten-Archiv
- Messtischblatt 469 Annaberg (1910) (abgerufen am 24. Juli 2025)
- Messtischblatt 468 Zwickau (1910) (abgerufen am 24. Juli 2025)